# Veslanje na Poletnih olimpijskih igrah 2004
Na Poletnih olimpijskih igrah 2004 v Atenah je 550 veslačev nastopilo v 14 disciplinah. Moški so nastopili v osmih, ženske pa v šestih.
Medalje je prejelo 22 držav, Romunija pa je bila najuspešnejša veslaška država, ki je osvojila tri zlate medalje. Nemčija, Združeno kraljestvo in Avstralija so zbrale vsaka po štiri medalje.
Romunska veslačica Elisabeta Lipă je na teh igrah osvojila svojo četrto zaporedno zlato medaljo in skupno svojo peto. z 39 leti je postala najstarejša veslačica in najstarejša vzdržljivostna šprtnica z osvojeno zlato olimpijsko medaljo.
Tudi Matthew Pinsent je na teh igrah osvojil četrto zaporedno medaljo, tokrat brez svojega dolgoletnega veslaškega partnerja Steva Redgravea. V četvercu brez krmarja je Velika Britanija za osem stotink sekunde premagala čoln Kanade.
Tudi Nemka Kathrin Boron je na teh igrah osvojila svojo četro zaporedno medaljo na olimpijskih igrah.
Avstralec James Tomkins je na svoji peti Olimpijadi pri starosti 39 let osvojil svojo tretjo zlato medaljo in skupaj svojo četrto olimpijsko kolajno. Postal je najstarejši veslač z osvojeno zlato olimpijsko medaljo.
Ameriški osmerec je na teh Olimpijskih igrah osvojil dvanajsto zlato medaljo za ZDA, prvo po letu 1964. V predtekmovanju sta čolna ZDA in Kanade podrla svetovni rekord, ameriški čoln pa je s časom 5:19,85 postavil najboljši čas v veslanju na 2000 metrov v zgodovini.

## Dobitniki medalj

### Moški
| Event                       | Zlato | Srebro | Bron |
| Enojec                      | Olaf Tufte Norveška | Jüri Jaanson Estonija | Ivo Janakijev Bolgarija |
| Dvojni dvojec               | Francija · Sébastien Vieilledent · Adrien Hardy | Slovenija Luka Špik Iztok Čop | Italija Rossano Galtarossa Alessio Sartori |
| Lahki dvojni dvojec         | Poljska Tomasz Kucharski Robert Sycz | Francija · Fréderic Dufour · Pascal Touron | Grčija Vasileios Polymeros Nikolaos Skiathitis |
| Dvojni četverec             | Rusija · Nikolai Spinev · Igor Kravcov · Alekseij Svirin · Sergej Fedorovcev                                                                        | Češka David Kopriva Tomas Karas Jakub Hanak David Jirka | Ukrajina Sergij Grin Sergij Biluščenko Oleg Likov Leonid Šapošnikov |
| Dvojec brez krmarja         | Avstralija · Drew Ginn · James Tomkins | Hrvaška · Siniša Skelin · Nikša Skelin | Južna Afrika Donovan Cech Ramon di Clemente |
| Četverec brez krmarja       | Združeno kraljestvo Steve Williams James Cracknell Ed Coode Matthew Pinsent                                                                         | Kanada · Cameron Baerg · Thomas Herschmiller · Jake Wetzel · Barney Williams                                                                                               | Italija Lorenzo Porzio Dario Dentale Luca Agamennoni Raffaello Leonardo                                                                                                |
| Lahki četverec brez krmarja | Danska Thor Kristensen Thomas Ebert Stephan Moelvig Eskild Ebbesen                                                                                  | Avstralija · Glen Loftus · Anthony Edwards · Ben Cureton · Simon Burgess                                                                                                   | Italija Lorenzo Bertini Catello Amarante Salvatore Amitrano Bruno Mascarenhas                                                                                          |
| Osmerec s krmarjem          | ZDA · Jason Read · Wyatt Allen · Chris Ahrens · Joseph Hansen · Matt Deakin · Dan Beery · Beau Hoopman · Bryan Volpenhein · Peter Cipollone (krmar) | Nizozemska Matthijs Vellenga Gijs Vermeulen Jan-Willem Gabriels Daniël Mensch Geert Jan Derksen Gerritjan Eggenkamp Diederik Simon Michiel Bartman Chun Wei Cheung (krmar) | Avstralija · Stefan Szczurowski · Stuart Reside · Stuart Welch · James Stewart · Geoffrey Stewart · Boden Hanson · Mike McKay · Stephen Stewart · Michael Toon (krmar) |

### Ženske
| Event               | Zlato | Srebro | Bron |
| Enojec              | Katrin Rutschow-Stomporowski Nemčija | Ekaterina Karsten Belorusija | Rumjana Nejkova Bolgarija |
| Dvojni dvojec       | Nova Zelandija Georgina Evers-Swindell Caroline Evers-Swindell                                                                                        | Nemčija · Peggy Waleska · Britta Oppelt | Združeno kraljestvo Sarah Winckless Elise Laverick |
| Lahki dvojni dvojec | Romunija Constanta Burcica Angela Alupei | Nemčija · Daniela Reimer · Claudia Blasberg | Nizozemska Kirsten van der Kolk Marit van Eupen |
| Dvojni četverec     | Nemčija · Kathrin Boron · Meike Evers · Manuela Lutze · Kerstin El Qalqili                                                                            | Združeno kraljestvo Alison Mowbray Debbie Flood Frances Houghton Rebecca Romero                                                                             | Avstralija · Dana Faletic · Rebecca Sattin · Amber Bradley · Kerry Hore                                                                                            |
| Dvojec brez krmarko | Romunija Georgeta Damian Viorica Susanu | Združeno kraljestvo Katherine Grainger Cath Bishop | Belorusija Julija Bičik Natallia Helakh |
| Osmerec s krmarko   | Romunija Rodica Florea Viorica Susanu Aurica Barascu Ioana Papuc Liliana Gafencu Elisabeta Lipă Georgeta Damian Doina Ignat Elena Georgescu (krmarka) | ZDA · Kate Johnson · Samantha Magee · Megan Dirkmaat · Alison Cox · Caryn Davies · Laurel Korholz · Anna Mickelson · Lianne Nelson · Mary Whipple (krmarka) | Nizozemska Froukje Wegman Marlies Smulders Nienke Hommes Hurnet Dekkers Annemarieke van Rumpt Annemiek de Haan Sarah Siegelaar Helen Tanger Ester Workel (krmarka) |

## Medalje
| Mesto | Država              | Zlato | Srebro | Bron | Skupaj |
| 1     | Romunija            | 3     | 0      | 0    | 3      |
| 2     | Nemčija             | 2     | 2      | 0    | 4      |
| 3     | Združeno kraljestvo | 1     | 2      | 1    | 4      |
| 4     | Avstralija          | 1     | 1      | 2    | 4      |
| 5     | Francija            | 1     | 1      | 0    | 2      |
| 5     | ZDA                 | 1     | 1      | 0    | 2      |
| 7     | Danska              | 1     | 0      | 0    | 1      |
| 7     | Nova Zelandija      | 1     | 0      | 0    | 1      |
| 7     | Norveška            | 1     | 0      | 0    | 1      |
| 7     | Poljska             | 1     | 0      | 0    | 1      |
| 7     | Rusija              | 1     | 0      | 0    | 1      |
| 12    | Belorusija          | 0     | 1      | 1    | 2      |
| 12    | Nizozemska          | 0     | 1      | 2    | 3      |
| 14    | Kanada              | 0     | 1      | 0    | 1      |
| 14    | Hrvaška             | 0     | 1      | 0    | 1      |
| 14    | Češka               | 0     | 1      | 0    | 1      |
| 14    | Estonija            | 0     | 1      | 0    | 1      |
| 14    | Slovenija           | 0     | 1      | 0    | 1      |
| 19    | Italija             | 0     | 0      | 3    | 3      |
| 20    | Bolgarija           | 0     | 0      | 2    | 2      |
| 21    | Grčija              | 0     | 0      | 1    | 1      |
| 21    | Južna Afrika        | 0     | 0      | 1    | 1      |
| 21    | Ukrajina            | 0     | 0      | 1    | 1      |